# Список русских названий скарабеоидных
Надсемейство Скарабеоидные (лат. Scarabaeoidea):

## Семейство Рогачи
(лат. Lucanidae)
1. Рогачики (Ceruchus McLeay)
  1. Рогачик малый (Ceruchus chrysomelinus Hellwood), Усач березовый, Рогачик скромный
2. Оленьки (Dorcus McLeay)
  1. Оленёк обыкновенный (Dorcus parallelipipedus Linnaeus)
3. Лампримы (Lamprima Fabricius)
  1. Ламприма золотистая (Lamprima aurata Fabricius)
  2. Ламприма Латрейля (Lamprima Iatreillei McLeay)
4. Жуки-олени (Lucanus Linnaeus)
  1. Жук-олень (Lucanus cervus Linnaeus)
  2. Рогач Дыбовского (Lucanus dybowskyi Parry)
5. Platycerus Geoffroy
  1. Рогач синий (Platycerus caraboides Linnaeus)
6. Sinodendron Hellwood
  1. Рогач однорогий (Sinodendron cylindricum Linnaeus), Носорог малый

## Семейство Песчаники, Троксы
(лат. Trogidae)
1. Песчаники (Trox Fabricius), Троксы
  1. Песчаник обыкновенный (Trox sabulosus Fabricius)

## Семейство Пластинчатоусые
(лат. Scarabaeidae, вкл. Geotrupidae)
1. Продолговатые хрущики (Adoretus Laporte)
  1. Продолговатый хрущик закавказский (Adoretus discolor Faldermann)
  2. Продолговатый хрущик чернолобый (Adoretus nigrifrons Steven)
2. Мохнатые хрущики (род) (Amphicoma Latreille)
  1. Мохнатый хрущик Кушакевича (Amphicoma kuschakevitschi Ballowitz)
  2. Мохнатый хрущик черноволосый (Amphicoma psiiotrichia Faldermann)
  3. Хрущик-лисичка (Amphicoma vulpes Fabricius)
3. Нехрущи (Amphimallon Berthet)
  1. Нехрущ алтайский (Amphimallon altaicus Mannerheim)
  2. Нехрущ малый июльский (Amphimallon assimilis Herbst)
  3. Нехрущ кавказский (Amphimallon caucasicus Gyllenhal)
  4. Хрущ июньский (Amphimallon solstitiale Linnaeus), Нехрущ обыкновенный [июньский]
  5. Хрущ волжский (Amphimallon volgensis Fischer)
4. Кузьки (Anisoplia Serville), хлебные жуки
  1. Кузька-крестоносец (Anisoplia agricola Poda) = Anisoplia crucifera
  2. Кузька алазанский (Anisoplia alazanica Zaitzev)
  3. Кузька посевный (Anisoplia austriaca Herbst), Хлебный жук кузька (посевной)
  4. Кузька пустынный (Anisoplia deserticola Fischer-Waldheim)
  5. Кузька-крестоносец кавказский (Anisoplia farraria Erichson)
  6. Кузька широкий (Anisoplia lata Erichson)
  7. Кузька белощитковый (Anisoplia leucaspis Castelnau)
  8. Хрущ полевой (Anisoplia segetum Herbst), кузька посевной,
5. Цветоеды (Anomala Serville)
  1. Цветоед абхазский (Anomala abchasica Motschulski)
  2. Хрущик луговой (Anomala dubia Scopoli) = A. aenea De Geer [бронзовый, полевой], цветоед металлический, кузька полевой
  3. Цветоед песчаный (луговой) (Anomala errans Fabricius)
  4. Цветоед красивый (Anomala luculenta Erichson)
  5. Цветоед монгольский (Anomala mongolica Faldermann)
  6. Цветоед зелёный (Anomala viridina Kolbe)
  7. Хрущик виноградный (Anomala vitis Fabricius)
6. Anoxia Laporte
  1. Хрущ волосистый восточный (Anoxia orientalis Krynski)
  2. Хрущ серый волосатый (Anoxia pilosa Fabricius)
7. Афодий (Aphodius Illiger), Навознички
  1. Навозничек обыкновенный (Aphodius flmetarius Linnaeus)
  2. Навозничек-копатель (Aphodius fossor Linnaeus)
  3. Навозничек тасманийский (Aphodius tasmaniae Hope)
8. Степные хрущики (Blitopertha Reitter)
  1. Степной хрущик дюнный (Blitopertha arenicola Mulsant)
  2. Степной хрущик загрязнённый (Blitopertha conspurcata Hardy)
  3. Степной хрущик полосатый (Blitopertha lineolata Fischer-Waldheim)
  4. Степной хрущик бледнокрылый (Blitopertha pallidipennis Reitter)
9. Brahmina Faldermann
  1. Хрущик монгольский дневной (Brahmina agnella Faldermann)
10. Caccobius Thompson
  1. Навозник Шребера (Caccobius schreberi Linnaeus)
11. Ceratophyus Mulsant
  1. Землерой многорогий (Ceratophyus polyceros Pallas) [навозник многорогий]
  2. Навозник трёхрогий (Typhaeus typhoeus Mulsant)<-Ceratophyus
12. Бронзовки (Cetonia Fabricius)
  1. Бронзовка золотистая (Cetonia aurata Linnaeus)
13. Chioneosoma Kirby
  1. Корнегрыз Комарова (Chioneosoma komarovi Briske)
  2. Хрущ серый опылённый (Chioneosoma porosum Fischer)
  3. Хрущ белоопылённый (Chioneosoma pulvereum Koch)
14. Копры (Copris Geoffroy)
  1. Лунный копр (Copris lunaris Linnaeus)
15. Cyriopertha Gebler
  1. Кузька туркестанский (Cyriopertha glabra Gebler)
  2. Кузька закаспийский (Cyriopertha massageta Kirschenblatt)
16. Dynastes Horn
  1. Жук-геркулес (Dynastes hercules Horn)
17. Ectinohoplia Krynski
  1. Цветоройка красноногая (Ectinohoplia rufipes Motschulski)
18. Epicometis Burmeister
  1. Бронзовка мохнатая (Epicometis hirta Poda), Олёнка (мохнатая)
19. Настоящие навозники (Geotrupes Latreille), Настоящие землерои
  1. Навозник изменчивый (Geotrupes mutator Marshall)
  2. Землерой обыкновенный (Geotrupes stercorarius Linnaeus)[навозник обыкновенный]
  3. Навозник лесной (Anoplotrupes stercorosus Scriba)<-Geotrupes
  4. Навозник весенний (Trypocopris vernalis Linnaeus)<-Geotrupes
20. Чернотелые хрущики (Hemictenius Reitter)
  1. Чернотелый хрущик широколапый (Hemictenius latitarsus Reitter)
  2. Чернотелый хрущик тонколапый (Hemictenius simplicitarsus Reitter)
21. Holotrichia Poda
  1. Хрущ дальневосточный чёрный (Holotrichia diomphalia Bates)
  2. Хрущ дальневосточный матовый (Holotrichia paralelia Motschulski)
22. Homaloplia Stephens
  1. Хрущик листовой закавказский (Homaloplia adulta Reitter)
  2. Хрущик листовой восточный (Homaloplia spirae Pallas)
23. Цветоройки (род) (Hoplia Illiger)
  1. Цветоройка злаковая (Hoplia graminicola Fabricius)
  2. Цветоройка малая (Hoplia parvula Krynski)
  3. Цветоройка большая (Hoplia philanthus Fuessler)
24. Hypopholis Burmeister
  1. Hypopholis sommeri Burmeister
25. Lachnota Fisher
  1. Хрущик мохнатый (Lachnota henningi Fischer)
26. Кравчики (Lethrus Scope)
  1. Головач (жук) (Lethrus apterus Laxman), кравчик европейский, кравчик-головач
27. Maladera Mulsant
  1. Хрущик шелковистый (Maladera holosericea Scope)
  2. Хрущик японский опаловый (Maladera japonica Motschulski)
28. Майские жуки (Melolontha Fabricius), Майские хрущи
  1. Майский хрущ закавказский (Melolontha aceris Faldermann)
  2. Хрущ мартовский (Melolontha afflicta Ball)
  3. Хрущ майский восточный (Melolontha hippocastani Fabricius)
  4. Хрущ майский западный (Melolontha melolontha Linnaeus)
  5. Хрущ кавказский мраморный (Melolontha pectoralis Germar)
29. Miltotrogus Reitter
  1. Хрущ апрельский (Miltotrogus aequinoctialis Herbst)
  2. Корнегрыз весенний (Miltotrogus vermis Germar)
30. Monotropus Erichson
  1. Хрущ Нордманна (Monotropus nordmanni Blanchard)
31. Калоеды (Onthophagus Latreille)
  1. Калоед короткорогий (Onthophagus nuchicornis Linnaeus)
  2. Калоед-бык (Onthophagus taurus Linnaeus), калоед двурогий
  3. Калоед-корова (Onthophagus vacca Linnaeus)
32. Жуки-носороги (Oryctes Illiger)
  1. Жук-носорог обыкновенный (Oryctes nasicornis Linnaeus)
  2. Жук-носорог туркестанский (Oryctes punctipennis Motschulski)
33. Osmoderma Serville
  1. Отшельник обыкновенный (Osmoderma eremita Scope), Отшельник пахучий
34. Oxythyrea Mulsant
  1. Олёнка окаймлённая (Oxythyrea cinetella Schaum)
  2. Бронзовка вонючая (Oxythyrea funesta Poda), олёнка рябая [зловонная]
35. Навозники кукурузные (Pentodon Hope)
  1. Навозник кукурузный туркестанский (Pentodon clubius Ball)
  2. Дупляк кукурузный (Pentodon idiota Herbst), хрущ навозный кукурузный
36. Phyllopertha Kirby
  1. Хрущик садовый (Phyllopertha hordeola Linnaeus) [кузька садовый]
37. Polyphylla Harris
  1. Мраморный хрущ вредный (Polyphylla adspersa Motschulski)
  2. Хрущ белый (Polyphylla alba Pallas)
  3. Хрущ мраморный (Polyphylla fullo Linnaeus), Мраморный хрущ июльский
  4. Мраморный хрущ семиреченский (Polyphylla irrotata Gebler)
  5. Мраморный хрущ кавказский (Polyphylla olivieri Castelnau)
  6. Мраморный хрущ трехзубчатый (Polyphylla tridentata Reitter)
38. Хрущики зеркальные (Popillia Mulsant)
  1. Хрущик зеркальный черно-синий (Popillia atrocoerulea Bates)
  2. Японский жук (Popillia japonica Newman), Хрущик японский
39. Potosia Mulsant
  1. Бронзовка венгерская (Potosia hungarica Herbst)
  2. Бронзовка мраморная (Protaetia marmorata Herbst) [=Potosia lugubris=Liocola lugubris Herbst]
  3. Бронзовка металлическая (Potosia metallica Herbst) [=P. cuprea Herbst]
  4. Бронзовка чёрная (Potosia morio Fabricius)
40. Корнегрызы (Rhizotrogus Latreille)
  1. Корнегрыз рыжий (Rhizotrogus aequinoctialis Herbst) [апрельский]
  2. Корнегрыз обыкновенный (Rhizotrogus aestivus Olson)
  3. Корнегрыз малый кавказский (Rhizotrogus arcilabris Marshall)
  4. Корнегрыз закавказский (Rhizotrogus brenskei Reitter)
  5. Корнегрыз богарный (Rhizotrogus fortis Reitter)
  6. Корнегрыз большой кавказский (Rhizotrogus serrifunis Marshall)
  7. Корнегрыз крымский (Rhizotrogus tauricus Blanchard)
  8. Корнегрыз весенний (Rhizotrogus vermis Germar)
41. Металлические хрущики (Rhombonyx Hope)
  1. Металлический хрущик сибирский зеленый (Rhombonyx holosericea Fabricius)
  2. Металлический хрущик желтоногий (Rhombonyx ussuriensis Medvedev)
42. Скарабеи (Scarabaeus Linnaeus)
  1. Священный скарабей (Scarabaeus sacer Linnaeus)
43. Шелковки (Serica McLeay), хрущики ночные
  1. Шелковка рыжая (Serica brunnea Linnaeus), хрущик рыжий
44. Сизифы (Sisyphus Fabricius)
  1. Сизиф Шеффера (Sisyphus schaefferi Fabricius)
45. Synapsis Solsky
  1. Навозник гигантский (Synapsis tmolus Solsky)
46. Блестящий хрущик (Tanyproctus Motschulski)
  1. Блестящий хрущик яйцевидный (Tanyproctus ovatus Motschulski)
47. Восковики (Trichius Fabricius)
  1. Восковик полосатый (Trichius fasciatus Linnaeus) [перевязанный]
48. Пестряки (род) (Valgus Scriba)
  1. Пестряк коротконадкрылый (Valgus hemipterus Linnaeus)